# 河南站 (韓國)
河南站（：／ Hanam yeok */?）是位于韩国光州光山区河南洞的一个车站，属于湖南线和北松汀三角线。

## 历史
- 1966年8月1日 - 落成使用[1]。

## 相鄰車站
韓國鐵道公社
湖南線
林谷－河南－北松汀信號場